# Modest Dulić
Modest Dulić (Beograd,  1. listopada 1973.) je vojvođanski političar i športski dužnosnik. Bio je gradonačelnik grada Subotice. Po struci je profesor tjelesnog odgoja. Brat je političara Olivera Dulića.
Pohađao je Tehničku školu Ivan Sarić.
Diplomirao je 1998. na fakultetu za tjelesnu kulturu u Beogradu. Prvo mu je radno mjesto poslije diplome bilo mjesto profesora u Osnovnoj školi "Matko Vuković" u Subotici. 
Od listopada 2000. do 2004. godine bio je član subotičke gradske vlade zadužen za šport. Nakon toga bio je zadužen za šport i mladež u vojvođanskoj vladi (pokrajinski tajnik) od 2004. do 2008. i od 2008. – 2012. godine. U međuvremenu postao je gradonačelnikom grada Subotice 2012. kao pripadnik Demokratske stranke, zamijenivši Sašu Vučinića.
Iza njega je mnoštvo organiziranih športskih manifestacija od državne, preko europske do svjetske razine. Vojvođanska je športska infrastruktura znatno unaprijeđena, jer je izgrađeno nekoliko stotina športskih terena, dvorana i atletskih borilišta.
Obnašao je dužnost predsjednika srbijanskog hrvačkog saveza.
2012. je dobio prestižnu športsku nagradu u Vojvodini, nagradu Jovan Mikić Spartak, najviše vojvođansko priznanje u športu.
Nagradu je dobio za višegodišnji rad u športu.